# Водотоннажність

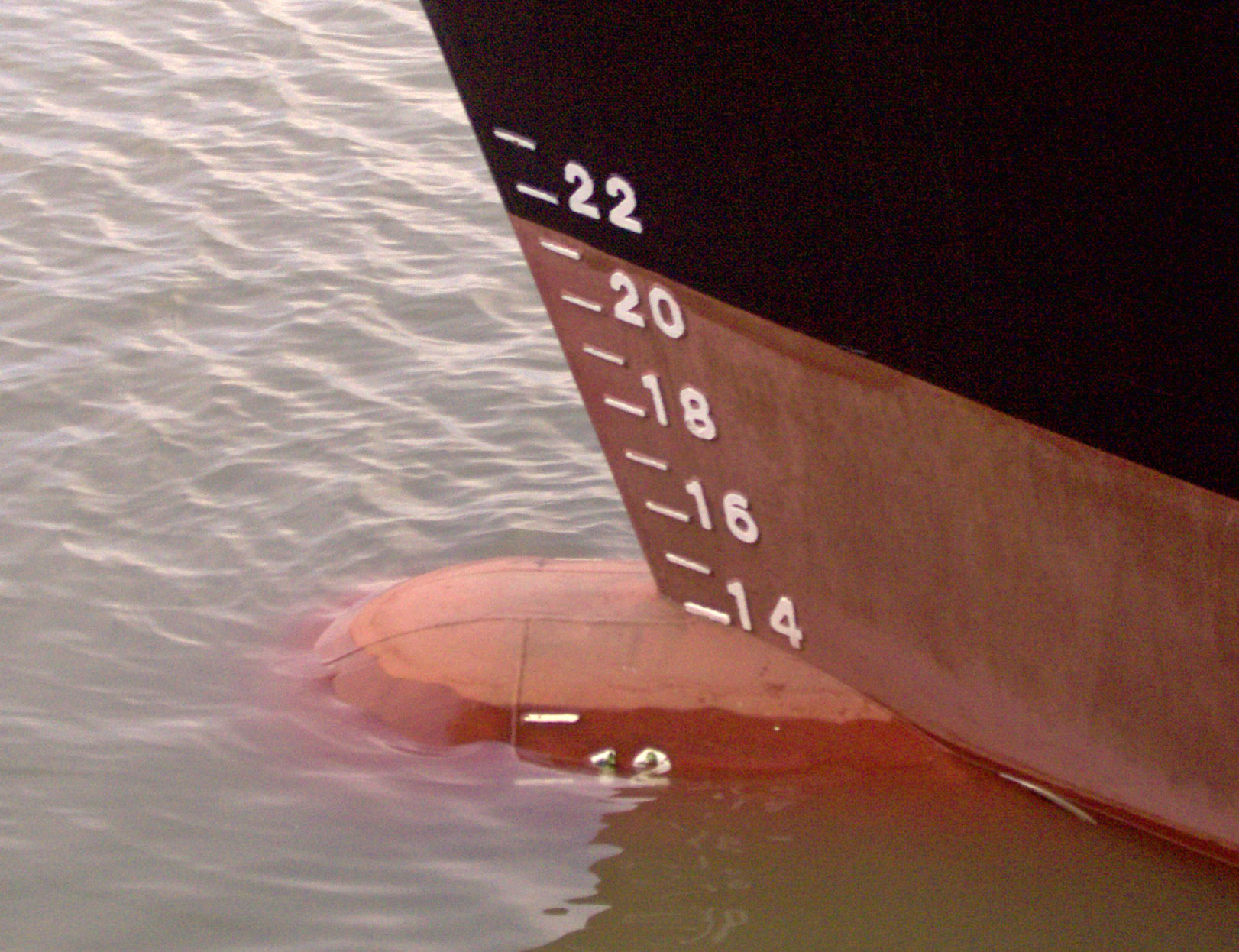

Водотонна́жність (інакше водозаміщення) с́удна, у 1920-х роках пропонувалася назва водоо́бсяг — кількість води, що витісняється судном, вага якої, відповідно до закону Архімеда, дорівнює вазі судна. Водотоннажність є однією з експлуатаційних характеристик судна. Виражену в тоннах водотоннажність військових кораблів називають тоннажем, а для торговельного флоту тоннаж — міра вантажопідйомності судна, використовувана, наприклад, при обчисленні податків.

## Класифікація
Розрізняють:
- масову водотоннажність (зазвичай, просто водотоннажність) — маса судна, що дорівнює масі витиснутої ним води під час його перебування на плаву у статичному положенні;
- об'ємну водотоннажність — об'єм підводної частини корпусу судна з урахуванням зовнішньої обшивки та частин, які постійно стримлять.

При проектуванні і розрахунках розглядають, також:
- теоретичну об'ємну водотоннажність — об'єм підводної частини корпусу судна, обмежений теоретичною поверхнею[3].

При постійній масовій водотоннажності об'ємна водотоннажність може змінюється залежно від густини забортної води. Зміна масової водотоннажності судна може відбуватись в результаті витрачання палива, провізії, боєприпасів (на військових кораблях), прийому та вивантаженню вантажів та через інші чинники.
Розрізняють такі види водотоннажності, у залежності від нормованого ступеня завантаження судна:
- порожня водотоннажність — маса корабля без особового складу та необов'язкового вантажу; для суден — маса судна без вантажів, що зараховуються у дедвейт;
- повна водотоннажність — маса корабля з укомплектованим особовим складом та усіма корабельними механізмами, обладнанням та озброєнням, а також змінним вантажем, передбаченим специфікацією корабля (боєприпаси, предмети спорядження, продовольство, питна та живильна вода для котлів, паливо, мастильні матеріали);
- найбільша водотоннажність — водотоннажність, яка складається з повної водотоннажності плюс змінний вантаж (включаючи додаткові боєприпаси), прийнятий понад специфікаційні норми до повного заповнення усіх місткостей та приміщень;
- нормальна водотоннажність — водотоннажність, яка складається з повної водотоннажності за винятком 50 % запасів палива, мастила та живильної води для котлів;
- стандартна водотоннажність — водотоннажність, яка складається з повної водотоннажності за винятком усіх запасів палива, мастила та живильної води для котлів.